# Eberhard Schulte-Wissermann

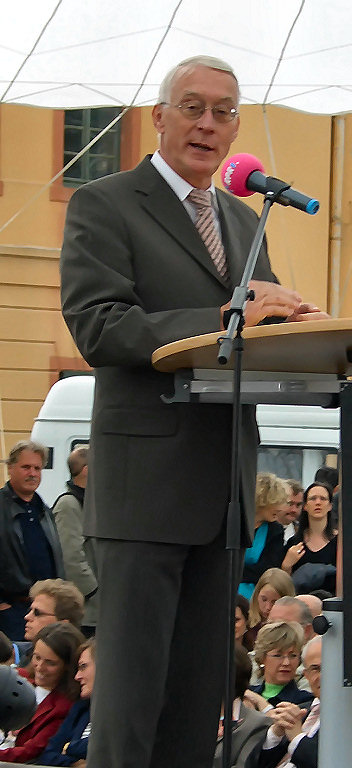
Eberhard Schulte-Wissermann (2005)

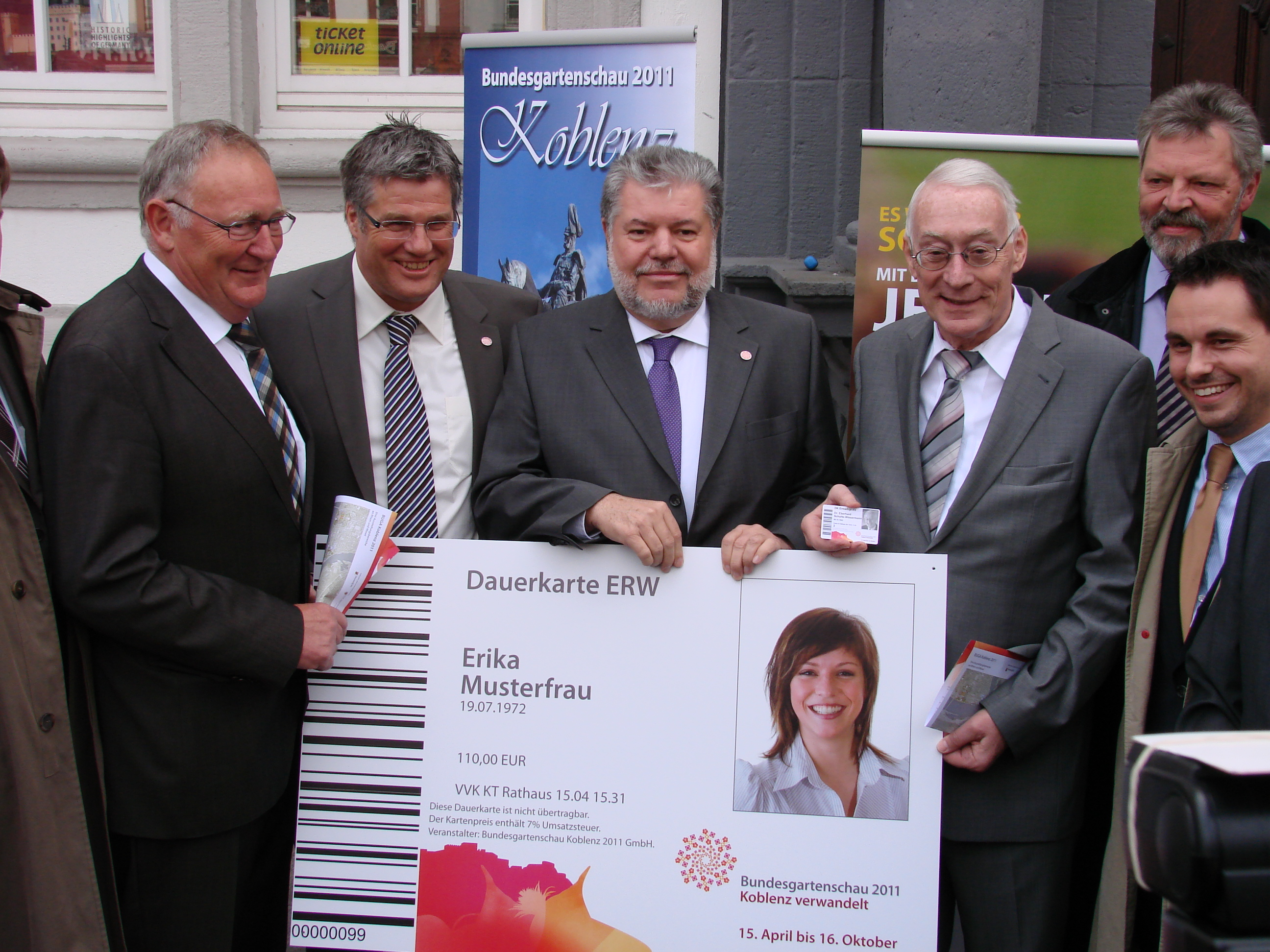
Eine seiner letzten Amtshandlungen: Zusammen mit Ministerpräsident Kurt Beck eröffnete Eberhard Schulte-Wissermann (3. v. r.) den Dauerkartenvorverkauf zur BUGA 2011

Eberhard Schulte-Wissermann (* 6. Oktober 1942 in Krakau; † 14. September 2024) war ein deutscher Rechtsanwalt und Politiker (SPD). Von 1994 bis 2010 war er Oberbürgermeister von Koblenz.

## Leben und Beruf
Schulte-Wissermann wurde im Oktober 1942 mit Zwillingsbruder Hermann geboren und stammte aus einer alten Koblenzer Familie. Sein Vater war als Oberregierungsrat Leiter des Amtes für Preisbildung in Krakau. Schulte-Wissermann begann im Jahr 1961 nach seinem Abitur am Koblenzer Görres-Gymnasium mit dem Studium der Rechtswissenschaft. 1964 nahm er noch das Studium der Volkswirtschaft auf. 1969 schloss er sein Studium mit einem Diplom in Volkswirtschaft ab und 1972 promovierte er zum Dr. jur. Im Jahr 1973 baute er eine Rechtsanwaltskanzlei in Koblenz auf. Seit 1969 war er mit Ehefrau Gunhild verheiratet, sie hatten zwei Söhne.
Eberhard Schulte-Wissermann starb in der Nacht zum 14. September 2024.

## Politik
Im Jahr 1973 wurde er Vorsitzender der Moselweißer SPD und übernahm 1991 den Vorsitz der SPD Koblenz. 1974 trat er in den Rat der Stadt Koblenz ein.

## Wirken als Koblenzer Oberbürgermeister
Die erste direkte Wahl zum Oberbürgermeister der Stadt Koblenz gewann Schulte-Wissermann bei der Stichwahl vom 26. Juni 1994 mit einem knappen Vorsprung von 28 Stimmen gegen Peter Knüpper (CDU). Am 26. Mai 2002 wurde er in der Wahl gegen Michael Hörter (CDU) in diesem Amt mit 57,7 % der Stimmen bestätigt.
In seine Amtszeit fielen die Planungen zur Ausrichtung der Bundesgartenschau 2011 in Koblenz, die Eröffnung des Glockenbergtunnels (2003) und die Entscheidung zur Umgestaltung des Zentralplatzes sowie die Begründung der Städtepartnerschaften mit Petach Tikwa (2000) und Varaždin (2007). Von den Koblenzer Bürgern wird er respektvoll und salopp zugleich „Schuwi“ genannt. Er bekleidete das Amt des Oberbürgermeisters bis zum 1. Mai 2010, dann wurde er von Joachim Hofmann-Göttig abgelöst.

## Ehrungen
- 2019: Ehrenbürgerschaft der Stadt Koblenz (10. Dezember 2019)